# Photis pollex
Photis pollex är en kräftdjursart som beskrevs av A. O. Walker 1895. Photis pollex ingår i släktet Photis och familjen Isaeidae. Inga underarter finns listade i Catalogue of Life.